# Obiettivi Canon EF 28-70mm
I Canon EF 28-70mm sono obiettivi zoom standard prodotti da Canon Inc. che condividono la stessa gamma di lunghezze focali. Queste lenti hanno un attacco EF e sono quindi compatibili con tutte le macchine fotografiche reflex della serie EOS. Su fotocamere DSLR con sensore APS-C, i loro angoli di campo divengono equivalenti a quelli di un obiettivo 45-112mm.
Le versioni esistenti sono:
- f/2.8L USM[1] (fuori produzione)
- f/3.5-4.5[2] (fuori produzione)
- f/3.5-4.5 II[3] (fuori produzione)

## EF 28-70mm f/2.8L USM
Il Canon EF 28-70mm f/2.8L USM è un obiettivo serie L di fascia professionale. L'escursione focale è compresa tra quella di un grandangolare e quella di un obiettivo standard. È stato sostituito nel 2002 dal Canon EF 24-70mm. Le caratteristiche meccaniche ed ottiche sono giudicate eccellenti. Lo schema ottico prevede ben 16 elementi in 11 gruppi, inclusa una lente asferica del tipo di migliore qualità poiché realizzata mediante molatura. È presente un anello di messa a fuoco di ampie dimensioni rivestito in gomma ed una finestrella con le distanze riportate in metri e piedi e con indice dedicato per la fotografia all'infrarosso. Per la messa a fuoco è impiegato un motore USM ad anello estremamente veloce, durante il suo azionamento l'elemento frontale non ruota. A differenza del suo successore questo obiettivo non è tropicalizzato.

### Zoom inverso
Un aspetto molto particolare del 28-70mm f/2.8L USM, così come del successivo 24-70mm f/2.8L USM, è che la parte mobile del barilotto si estende regolando la focale verso il valore minimo e si accorcia regolandola verso il massimo, contrariamente alla maggioranza degli obiettivi zoom.
Dato che il paraluce è fissato alla parte fissa del barilotto, si avrà sempre una copertura adeguata alla lunghezza focale impostata, ovvero forte copertura a 70mm, efficace per un tele, e bassa copertura a 28mm, in modo da evitare vignettatura alla focale grandangolare.
Nella stragrande maggioranza dei casi, invece, il sistema obiettivo - paraluce è progettato solo per la lunghezza focale più corta, risultando inefficace per l'impiego dello zoom alle focali maggiori.
Di seguito è illustrato il funzionamento del sistema (le immagini si riferiscono al 24-70mm):

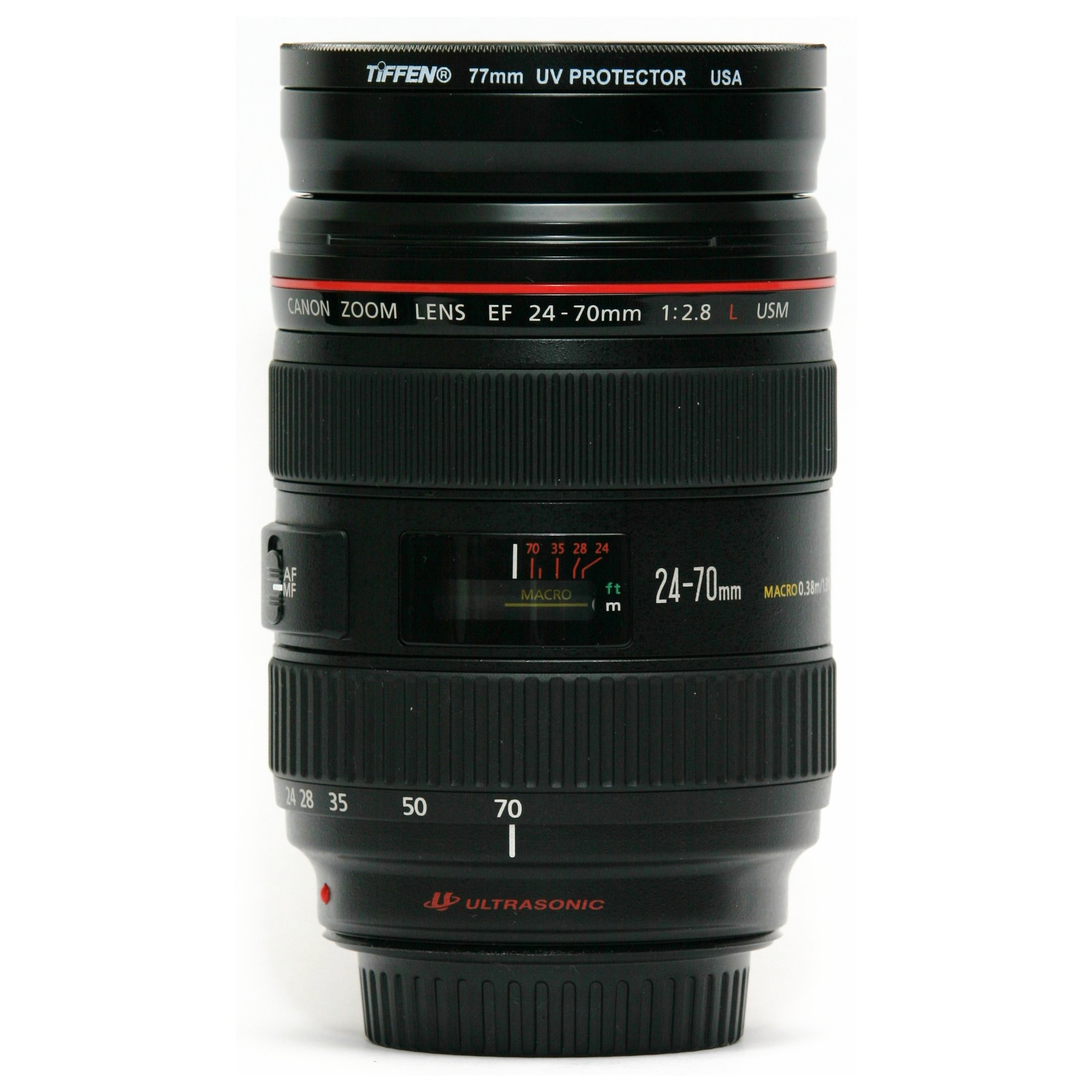
Obiettivo alla massima focale con un filtro UV applicato
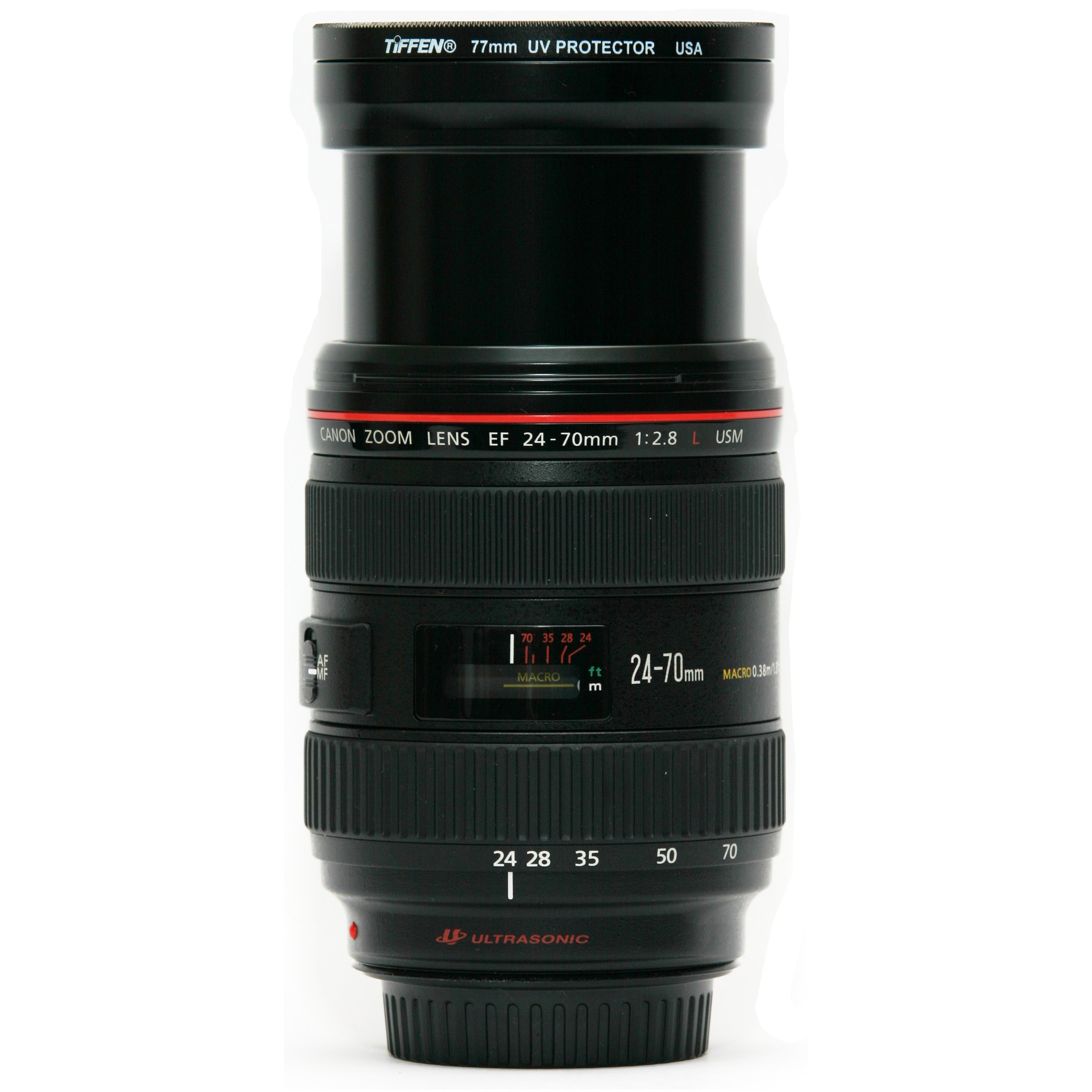
Obiettivo alla minima focale con un filtro UV applicato

Ad una distanza focale tele l'obiettivo risulta più corto, consentendo la massima protezione da parte del paraluce. Alla distanza focale minima l'obiettivo risulta più lungo, consentendo una copertura da parte del paraluce minima ma adeguata alla focale grandangolare.

## EF 28-70mm f/3.5-4.5
Il Canon 28-70mm f/3.5-4.5 è una lente di fascia economica risalente agli albori del sistema EOS. È prodotta per meno di un anno per poi essere sostituita dalla versione II.

## EF 28-70mm f/3.5-4.5 II
Il Canon 28-70mm f/3.5-4.5 II è una lente di fascia economica presentata in sostituzione della prima versione. Nonostante fuori produzione da anni, questo obiettivo gode tuttora di un'ottima reputazione per quanto riguarda le caratteristiche ottiche, tanto da aver meritato l'appellativo di secret gem. Le caratteristiche meccaniche sono in linea con lo standard del periodo ma ampiamente superate, anche nella medesima fascia di prezzo, dalle realizzazioni più recenti.

## Specifiche
| Attributo                        | f/2.8L USM         | f/3.5-4.5       | f/3.5-4.5 II    |
| -------------------------------- | ------------------ | --------------- | --------------- |
| Immagine                         |                    |                 |                 |
| Stabilizzatore d'immagine        | No                 | No              | No              |
| Motore ultrasonico               | Sì                 | No              | No              |
| Serie L                          | Sì                 | No              | No              |
| Ottiche diffrattive              | No                 | No              | No              |
| Lenti a bassa dispersione        | No                 | No              | No              |
| Lenti asferiche                  | Sì                 | No              | No              |
| Lenti in fluorite                | No                 | No              | No              |
| Macrofotografia                  | No                 | No              | No              |
| Short back focus                 | No                 | No              | No              |
| Apertura massima                 | f/2.8              | f/3.5           | f/3.5           |
| Apertura minima                  | f/22               | f/29            | f/29            |
| Peso                             | 880g               | 300g            | 285g            |
| Diametro massimo x Lunghezza     | 83.2 mm x 117.6 mm | 70 mm x 74.8 mm | 70 mm x 76.5 mm |
| Diametro del filtro              | 77 mm              | 52 mm           | 52 mm           |
| Angolo di campo orizzontale      |                    |                 |                 |
| Angolo di campo verticale        |                    |                 |                 |
| Angolo di campo diagonale;       |                    |                 |                 |
| Gruppi/elementi                  | 11/16              | 10/9            | 10/9            |
| N. di lamelle del diaframma      | 8                  | 5               | 5               |
| Minima distanza di messa a fuoco | 0.5 m              | 0.39 m          | 0.39 m          |
| Data di lancio                   | novembre 1993      | novembre 1987   | giugno 1988     |